# Poznajemy rafę koralową
Poznajemy rafę koralową (ang. Exploring the Reef with Jean-Michel Cousteau) – amerykański krótkometrażowy film komediowo-dokumentalny z 2003 roku w reżyserii Rogera L. Goulda i wyprodukowany przez Buena Vista Home Entertainment.
Film stanowi jako dodatek DVD do filmu Gdzie jest Nemo?, który łączy ujęcia rafy koralowej opatrzone komentarzem francuskiego przyrodnika Jeana-Michela Cousteau z animacją komputerową, wprowadzającą postaci trzech bohaterów – Nema, Marlina i Dory.

## Obsada

### Wersja oryginalna
- Jean-Michel Cousteau – on sam
- Alexander Gould – Nemo
- Albert Brooks – Marlin
- Ellen DeGeneres – Dory

### Wersja polska
- January Brunov – Jean-Michel Cousteau
- Kajetan Lewandowski – Nemo
- Krzysztof Globisz – Marlin
- Joanna Trzepiecińska – Dory